# Gonodontodes jamaicensis
Gonodontodes jamaicensis là một loài bướm đêm trong họ Noctuidae.